# Tyrell Malacia
Tyrell Malacia (Rotterdam, 17 augustus 1999) is een Nederlands voetballer die voornamelijk als linkervleugelverdediger speelt. Hij maakte in 2017 de overstap van de jeugdopleiding naar het eerste elftal van Feyenoord, waar hij in juni 2021 zijn contract verlengde tot 2024. Toch bleef hij niet langer in Rotterdam, want in juli 2022 tekende Malacia een vierjarig contract bij de Engelse topclub Manchester United voor een bedrag van 17 miljoen euro. In februari 2025 werd hij door Manchester United verhuurd aan PSV. Daarnaast debuteerde hij in september 2021 in het Nederlands elftal.

## Clubcarrière

### Feyenoord

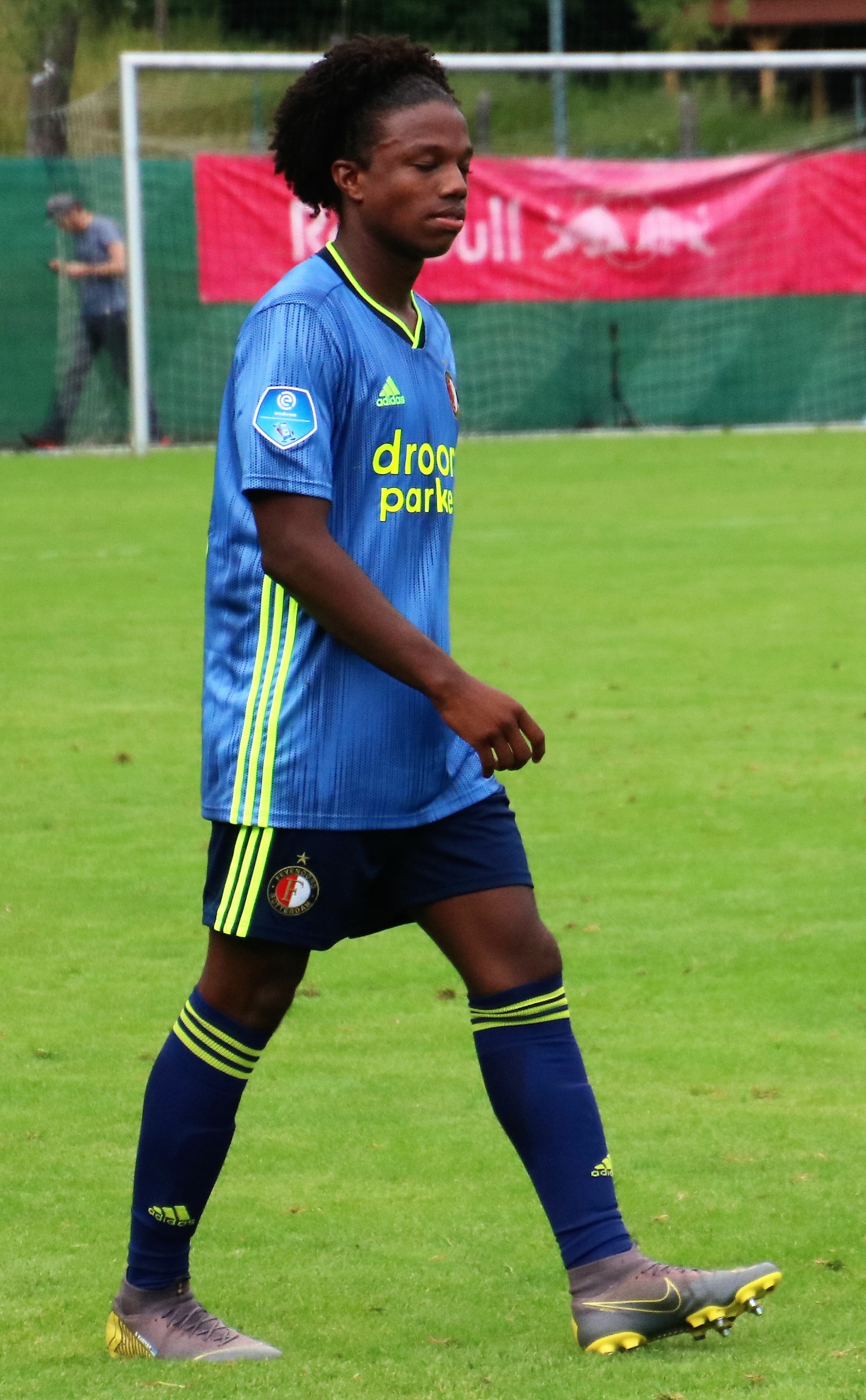
Malacia met Feyenoord in 2019

Malacia begon zijn loopbaan bij RVV DHZ. Via Overmaas Rotterdam kwam hij op negenjarige leeftijd bij Feyenoord terecht. Per seizoen 2017/18 zat Malacia vanwege blessures van vaste waardes regelmatig bij de A-selectie van Feyenoord. Op 6 december 2017 maakte hij hier zijn officiële debuut. In de thuiswedstrijd in de Champions League tegen SSC Napoli begon hij in de basis, als vervanger van de geblesseerden Ridgeciano Haps en Miquel Nelom. Feyenoord won deze wedstrijd met 2–1. Op 13 december 2017 volgde zijn debuut in de Eredivisie tegen sc Heerenveen (1–1). Hij kwam dit seizoen tot 11 wedstrijden in de eredivisie. In de KNVB Beker maakte Malacia op 21 december 2017 zijn debuut tegen Heracles Almelo. Feyenoord zou dat seizoen de KNVB beker winnen door in de finale AZ te verslaan. In deze finale kwam Malacia echter niet in actie. Hij verlengde op 4 april 2018 zijn contract bij Feyenoord tot medio 2023.
Tijdens de door Feyenoord gewonnen wedstrijd tegen PSV om de Johan Cruijff Schaal op 4 augustus 2018 kreeg Calvin Verdonk de voorkeur boven Malacia, maar in het seizoen 2018/19 speelde Malacia meer wedstrijden, en startte hij vaker in de basis. Op 26 augustus 2018 maakte hij zijn eerste doelpunt voor Feyenoord, in een Eredivisie-wedstrijd tegen sc Heerenveen. 
Tijdens het begin van het seizoen 2019/20 kreeg Malacia geen speeltijd bij Feyenoord. Door een blessure van Haps en de komst van trainer Dick Advocaat groeide Malacia later in het seizoen echter uit tot basisspeler. Hij bereikte met Feyenoord dat seizoen de finale van de KNVB beker, die niet door ging als maatregel voor het bestrijden van het coronavirus.
In de seizoenen 2020/21 en 2021/22 bleef hij basisspeler. In seizoen 2021/22 bereikte hij met Feyenoord bovendien de finale van de eerste editie van de UEFA Conference league.

### Manchester United
Op 22 augustus 2022 kreeg Malacia voor het eerst een basisplaats, in de met 2-1 gewonnen thuiswedstrijd tegen Liverpool, nadat trainer Erik ten Hag hem had verkozen boven Luke Shaw.
In zijn eerste seizoen bij deze club speelde hij tot en met mei 2023 bijna veertig wedstrijden, waarna hij meer dan een seizoen werd uitgeschakeld door een knieblessure. Op 12 november 2024 maakte hij na bijna negentien maanden weer speelminuten, in een duel tussen Huddersfield Town en Manchester United onder 21.

## Carrièrestatistieken

### Senioren
| Seizoen        | Club              | Competitie     | Competitie | Competitie | Beker | Beker | Internationaal | Internationaal | Overig | Overig | Totaal | Totaal |
| Seizoen        | Club              | Competitie     | Wed.       | Dlp.       | Wed.  | Dlp.  | Wed.           | Dlp.           | Wed.   | Dlp.   | Wed.   | Dlp.   |
| -------------- | ----------------- | -------------- | ---------- | ---------- | ----- | ----- | -------------- | -------------- | ------ | ------ | ------ | ------ |
| 2017/18        | Feyenoord         | Eredivisie     | 11         | 0          | 2     | 0     | 1              | 0              | 0      | 0      | 14     | 0      |
| 2018/19        | Feyenoord         | Eredivisie     | 17         | 3          | 1     | 0     | 1              | 0              | 0      | 0      | 19     | 3      |
| 2019/20        | Feyenoord         | Eredivisie     | 12         | 0          | 4     | 0     | 5              | 0              | 0      | 0      | 21     | 0      |
| 2020/21        | Feyenoord         | Eredivisie     | 26         | 0          | 2     | 0     | 3              | 0              | 2      | 0      | 33     | 0      |
| 2021/22        | Feyenoord         | Eredivisie     | 32         | 1          | 1     | 0     | 17             | 0              | 0      | 0      | 50     | 1      |
| 2022/23        | Manchester United | Premier League | 22         | 0          | 8     | 0     | 9              | 0              | 0      | 0      | 39     | 0      |
| 2023/24        | Manchester United | Premier League | 0          | 0          | 0     | 0     | 0              | 0              | 0      | 0      | 0      | 0      |
| 2024/25        | Manchester United | Premier League | 3          | 0          | 0     | 0     | 4              | 0              | 0      | 0      | 7      | 0      |
| 2024/25        | → PSV             | Eredivisie     | 8          | 0          | 1     | 0     | 3              | 0              | 0      | 0      | 12     | 0      |
| Carrièretotaal | Carrièretotaal    | Carrièretotaal | 131        | 4          | 19    | 0     | 43             | 0              | 2      | 0      | 196    | 4      |

Bijgewerkt op 29 juni 2025.

## Interlandcarrière
Op 4 september 2021 debuteerde Malacia in het Nederlands elftal met een basisplaats tijdens de met 4–0 gewonnen WK-kwalificatiewedstrijd tegen Montenegro.
In 2022 werd hij geselecteerd voor deelname aan het WK 2022. Tijdens dit WK kreeg hij geen speeltijd.
| Interlands van Tyrell Malacia voor Nederland | Interlands van Tyrell Malacia voor Nederland | Interlands van Tyrell Malacia voor Nederland | Interlands van Tyrell Malacia voor Nederland | Interlands van Tyrell Malacia voor Nederland | Interlands van Tyrell Malacia voor Nederland |
| No.                                          | Datum                                        | Wedstrijd                                    | Uitslag                                      | Competitie                                   | Goals                                        |
| -------------------------------------------- | -------------------------------------------- | -------------------------------------------- | -------------------------------------------- | -------------------------------------------- | -------------------------------------------- |
|                                              |                                              |                                              |                                              |                                              |                                              |
| Als speler bij Feyenoord                     |                                              |                                              |                                              |                                              |                                              |
| 1.                                           | 4 september 2021                             | Nederland – Montenegro                       | 4 – 0                                        | Kwalificatie WK 2022                         |                                              |
| 2.                                           | 26 maart 2022                                | Nederland – Denemarken                       | 4 – 2                                        | Vriendschappelijk                            |                                              |
| 3.                                           | 29 maart 2022                                | Nederland – Duitsland                        | 1 – 1                                        | Vriendschappelijk                            |                                              |
| 4.                                           | 8 juni 2022                                  | Wales – Nederland                            | 1 – 2                                        | UEFA Nations League 2022/23                  |                                              |
| 5.                                           | 14 juni 2022                                 | Nederland – Wales                            | 3 – 2                                        | UEFA Nations League 2022/23                  |                                              |
| Als speler bij Manchester United FC          |                                              |                                              |                                              |                                              |                                              |
| 6.                                           | 25 september 2022                            | Nederland – België                           | 1 – 0                                        | UEFA Nations League 2022/23                  |                                              |
| 7.                                           | 24 maart 2023                                | Frankrijk – Nederland                        | 4 – 0                                        | Kwalificatie EK 2024                         |                                              |
| 8.                                           | 27 maart 2023                                | Nederland – Gibraltar                        | 3 – 0                                        | Kwalificatie EK 2024                         |                                              |
| 9.                                           | 14 juni 2023                                 | Nederland – Kroatië                          | 2 – 4                                        | UEFA Nations League 2022/23                  |                                              |

Bijgewerkt op 14 juni 2023.

## Erelijst
| Competitie             | Winnaar (1ste) | Winnaar (1ste) | Finalist (2de) | Finalist (2de) | Derde  | Derde |
| Competitie             | Aantal         | Jaren          | Aantal         | Jaren          | Aantal | Jaren |
| ---------------------- | -------------- | -------------- | -------------- | -------------- | ------ | ----- |
| Feyenoord              |                |                |                |                |        |       |
| Johan Cruijff Schaal   | 1×             | 2018           |                |                |        |       |
| KNVB beker             | 1×             | 2017/18        |                |                |        |       |
| UEFA Conference League |                |                | 1×             | 2021/22        |        |       |

| Eredivisie | 1x | 2024/25 |